# Primordial
Primordial (англ. «Исконный») — ирландская блэк-метал-группа. Была сформирована в городке Скеррис в 1987 году басистом Полом МакЭмлэйгом (Pól MacAmlaigh) и гитаристом Киэраном МакУильямом (Ciarán MacUiliam). Их музыка представляет собой блэк-метал, основанный на ирландской народной музыке.

## История
Группа образовалась в 1987 году, когда Пол и Киэран начали играть вместе с братом Пола, Дереком. Группа (первоначальное название — «Forsaken») первоначально играла грубый вариант примитивного трэша и дэт-метала (в частности, каверы на песни Death, Sepultura и т. п.).
Вокалист Немтинга (Nemtheanga) (наст. имя Алан Аверилл, Alan Averill) присоединился к группе в 1991 году после того, как прочитал объявление о вакансии певца на стене музыкального магазина. Согласно заявлению группы, объявление было вывешено не более чем за 2 часа до этого.
После присоединения Немтинги группа стала исполнять исключительно блэк, ориентируясь на Bathory, Celtic Frost, и на ряд новых групп из Греции и Скандинавии.
По сути, после того как в 1993 году группа выпустила свой первый демо-альбом Dark Romanticism, Primordial стала первой блэк-метал-группой из Ирландии, хотя другая ирландская группа, Cruachan, также вполне активно комбинировала свою музыку с блэком. Однако Cruachan ориентировались, скорее, на фолк-составляющую, нежели Primordial, которые делали ставку на экстремальный звук.

## Состав

### Текущий состав
- Alan Averill «Nemtheanga» — вокал (1991-н.в.)
- Ciáran MacUiliam — гитара (1991-н.в.)
- Micheál O’Floinn — гитара (2002-н.в.)
- Pól MacAmlaigh — бас-гитара (1991-н.в.)
- Simon O’Laoghaire — Ударные (1997-н.в.)

### Бывшие участники
- Feargal Flannery — гитара (1987—2002)
- Derek «D.» MacAmlaigh — ударные (1987—1997)

## Сессионные участники
- Gerry Clince (Mael Mórdha) — гитара
- Steve Hughes (Slaughter Lord, Nazxul, Apocalypse Command) — ударные
- Dave McMahon — бас-гитара
- Dave Murphy (Mael Mórdha) — бас-гитара
- Gareth Averill — ударные (2010)
- Cathal Murphy — ударные (2010-н.в.)

## Дискография
Студийные альбомы
- 1995 — Imrama
- 1998 — A Journey’s End
- 2000 — Spirit the Earth Aflame
- 2002 — Storm Before Calm
- 2005 — The Gathering Wilderness
- 2007 — To the Nameless Dead
- 2011 — Redemption at the Puritans Hand
- 2014 — Where Greater Men Have Fallen
- 2018 — Exile Amongst the Ruins
- 2023 — How It Ends

Мини-альбомы
- 1999 — The Burning Season

Концертные альбомы
- 2015 — All Empires Fall
- 2016 — Gods to the Godless

Демо
- 1993 — Dark Romanticism

Сборники
- 2004 — Dark Romanticism

Сплиты
- 1996 — Primordial / Katatonia Split 10"
- 2006 — Primordial / Mael Mórdha